# إبراهيم سعيد (مؤلف)
إبراهيم سعيد (بالإنجليزية: Ibrahim Saeed)‏ هو مؤلف هندي، ولد في 20 مايو 1945، وتوفي في 27 مايو 2007 في مانغلور في الهند.